# Kārlis Klāsups
Kārlis Klāsups (Zaļenieki, Municipi de Jelgava, 1 de juliol de 1922 - Riga, 1 d'agost de 1991) fou un mestre d'escacs letó.

## Resultats destacats en competició
Kārlis Klāsups va participar dotze cops a la fase final del campionat d'escacs de Letònia. Hi va ser tercer dos cops, (1950, 1955) i el 1959 va aconseguir el més gran èxit en la seva carrera, quan empatà al primer lloc en aquest torneig, amb Pēteris Kampenuss, i posteriorment guanyà el matx addicional pel títol - 4:3.
Va participar en les fases preliminars del campionat d'escacs de la Unió Soviètica el 1955 i el 1959 tot i que sense massa èxit.

### Participació en competicions per equips
Klāsups va jugar representant Letònia el 1955, al sisè tauler, al 4t campionat soviètic per equips a Voroshilovgrad i hi aconseguí la tercera plaça (+2 −1 =6).

## Vida personal
Va treballar com a conductor de grua al port de Rīga. Degut a la seva mala salut, va haver d'abandonar els escacs. Després de la finalització de la seva carrera en els escacs, va viure sol, i la notícia de la seva mort va trigar molt de temps a arribar a la societat escaquística de Letònia.

## Partides notables
- Kārlis Klāsups vs Mikhaïl Tal, Rīga 1950 Taules amb el següent campió del món.
- Kārlis Klāsups vs Mikhaïl Tal, Rīga 1953 Victòria amb sacrifici contra el següent campió del món.
- Mikhaïl Tal vs Kārlis Klāsups, URS 1951 Victòria en un final contra el següent campió del món.